# Sabla Wangel Hailu
Sabla Wangel Hailu, född 1895, död 1970, var Etiopiens kejsarinna 1913-1916, gift med Ledj Jeassu.   Hon skilde sig 1916.